# Expressway 10 (Südkorea)
Der Expressway 10 (Namhae Expressway, zu Deutsch „Südsee-Autobahn“) ist eine Schnellstraße in Südkorea. Die Straße ist eine Ost-West-Route durch den Süden des Landes, von der Küstenregion von Yeongam über Suncheon nach Busan. Zusammen mit dem Expressway 25 ist sie eine Hauptroute entlang der Küste von Gwangju, einer der größeren Städte des Landes. Busan ist die zweitgrößte Stadt in Südkorea und hat den fünftgrößten Hafen der Welt. Die Autobahn ist 277 Kilometer lang.

## Straßenbeschreibung
Die Autobahn beginnt in Yeongnam im äußersten Südwesten von Südkorea, in der Nähe von Mokpo. Die Autobahn hat 2 × 2 Fahrspuren, die durch den bergigen Süden des Landes nach Osten führt und nicht weit von der Küste entfernt ist. Es gibt ein paar kleiner Städte in diesem Teil der Route, wie Jangheung. Man erreicht Suncheon, eine Stadt mit 270.000 Einwohnern, etwa 60 Kilometer östlich von Gwangju. Hier wird der Expressway 25 gekreuzt. Die Autobahn hat hier 2 × 2 Fahrspuren und führt durch eine bergige bewaldeten Gegend und kurvenreiche Flusstäler, die typisch für Südkorea sind. Der Weg führt entlang von Gwangyang mit einem kleinen Hafen, aber hier ist eines der größten Stahlwerke der Welt. Der Expressway 10 verfügt über Abschnitte aus Beton und Asphalt. Trotz seiner Nähe zum Meer ist es nur manchmal sichtbar, da die Berge über 1.300 Meter hoch sind. Die Autobahn hat daher regelmäßig Brücken und Tunnel.
Nahe Jinju ist eine Kreuzung mit dem Expressway 35, einer wichtigen Nord-Süd-Autobahn, die von der Südküste über Daejeon und Seoul verläuft. Die Autobahn verläuft zunächst südlich der Stadt Jinju entlang und biegt anschließend landeinwärts ab. Parallel zur Autobahn verläuft hier die Nationalroute 2, die auch 2 × 2 Fahrspuren hat. Die Autobahn folgt dem Tal des Flusses Namgang und erreicht Changwon. In Changwon verläuft der Expressway 10 durch die Stadt, während der Expressway 102 durch den Norden der Stadt führt, für den Durchgangsverkehr nach Busan. Diese Stadt ist auch der Ausgangspunkt des Expressway 45, der nach Daegu führt.
Changwon ist eine neue industrielle Stadt mit 1.100.000 Einwohnern. Allerdings verläuft die einzige Autobahn durch das nördliche Gebiet der Stadt und hat 2 × 2 Fahrspuren. Auf der Ostseite der Stadt schließt der Expressway 102 wieder. Die Autobahn hat ab diesem Standort 2 × 4 Fahrstreifen, bis zur Kreuzung mit dem Expressway 104, einem Zubringer im Süden von Busan. Ab Gimhae hat die Autobahn wieder 2 × 2 Fahrspuren.
Busan ist eine große Stadt mit 3,6 Millionen Einwohnern, die am Fluss Nakdong liegt. Auf der Westseite der Stadt ist eine Kreuzung mit dem Expressway 55, der nach Norden verläuft. Nicht viel weiter endet die Autobahn westlich von Busan auf einer Hauptstraße (Nationalroute 14) die weiter in die Innenstadt und in den Hafen führt.

## Geschichte
Der Bau der Autobahn begann 1972 um eine Verbindung mit dem Hafen von Busan und den Zentren entlang der Südküste von Korea zu ermöglichen. Am 14. November 1973 wurde der erste Abschnitt bei Busan eröffnet. Im Jahr 1978 wurde mit dem Bau weiter westlich zwischen Busan und Gwangyang begonnen. 1981 wurde ein Abschnitt mit einer Fahrbahn eröffnet und die zweite Spur im Jahr 1989. Am 16. Dezember 1993 wurde der westliche Teil zwischen Suncheon und Gwangyang eröffnet. Im Jahr 2001 wurde das Teilstück ab Changwon zwischen den Expressways 102 und 104, auf 2 × 4 Fahrspuren verbreitert. Am 27. April 2012 eröffnete eine 109 Kilometer lange Erweiterung zwischen Yeongnam und Suncheon.
| von        | nach                        | Länge    | Datum              |
| ---------- | --------------------------- | -------- | ------------------ |
| Naengjeong | Sasang                      | 020,6 km | 4. September 1981  |
| Naengjeong | Masan                       | 008,8 km | 4. September 1981  |
| Jinju      | Masan                       | 047,6 km | 7. September 1989  |
| Suncheon   | Gwangyang                   | 008,8 km | 16. Dezember 1993  |
| Naengjeong | Deokcheon (Busan)           | 020,3 km | 28. Juni 1996      |
| Changwon   | Naengjeong                  | 017,7 km | 28. September 2001 |
| Sanin      | Changwon                    | 015,4 km | 15. November 2001  |
| Yeongnam   | Kreuz mit dem Expressway 25 | 106,8 km | 27. April 2012     |

## Verkehrsaufkommen
Das Verkehrsaufkommen auf der Autobahn steigt in Richtung Osten stetig an von 10.000 auf 120.000 Fahrzeuge pro Tag.

## Ausbau der Fahrbahnen
| von           | nach     | Länge  | Fahrspuren |
| ------------- | -------- | ------ | ---------- |
| Yeongam       | Suncheon | 107 km | 2×2        |
| Suncheon-West | Sacheon  | 66 km  | 2×2        |
| Sacheon       | Sanin    | 47 km  | 2×3, 2×4   |
| Sanin         | Changwon | 16 km  | 2×2        |
| Changwon      | Daejeo   | 35 km  | 2×3, 2×4   |
| Daejeo        | Busan    | 3 km   | 2×2        |